# 吴淞街道
吴淞街道是中国上海市宝山区下辖的一个街道，位于区境东部，东临长江、黄浦江，南起长江路延伸至东海船厂南围墙，西至泗塘河，北抵双城路。面积7.52平方公里，户籍人口74,948人（2014年）。街道办事处驻淞滨路385号。

## 建置沿革
吴淞街道在清乾隆年间为胡巷桥镇。道光三年（1823年），为赈灾方便，划出宝山县城厂胡巷桥及其周围的吴淞口地区为吴淞厂。宣统二年（1910年），吴淞厂改称吴淞乡，民国17年（1928年），划归上海特别市，属吴淞区，为区公所驻地。民国27年（1938年）8月，设吴淞镇。
1949年5月，在吴淞集镇设第一办事处，1955年3月，在境域蕰藻浜以南部分设第二办事处，后分别更名为吴淞镇办事处和蕰藻浜办事处。1956年1月，吴淞区撤销，划入北郊区，同年3月，吴淞镇办事处和蕰藻浜办事处合并成立吴淞镇。1958年9月，分属红旗人民公社与先锋人民公社。1959年3月，复为宝山县直属镇。1960年初，重建吴淞区，为淞兴路办事处。同年4月，为吴淞城市人民公社蕰藻浜分社。同年10月，恢复街道建制。1962年3月，为蕰藻浜街道，同年4月，改称吴淞镇街道。1964年5月，吴淞区撤销，改隶杨浦区，1980年1月，划归宝钢地区办事处。1981年，复属重建的吴淞区。1981年8月，划出吴淞镇泰和路以北地区成立海滨街道。1988年，海滨街道改名海滨新村街道。
2006年5月8日，经上海市人民政府批准，撤销吴淞镇街道、海滨新村街道，合并建立吴淞街道。
吴淞于明末成型，当时是长江口主要的海防要塞，建有兵营建制。在《嘉定屠城纪略》中就有记载，当时的清将李成栋奉命驻防吴淞等内容。 民族英雄陈化成的牺牲地和两次淞沪抗战的主战场都在吴淞，至今仍保留着古炮台、淞沪铁路炮台湾终点站遗址等具有教育意义的历史人文遗迹。

## 行政区划
吴淞街道下辖以下居民委员会：和丰居委会、淞新居委会、泗东居委会、李金居委会、八棉一纺居委会、八棉二纺居委会、桃园居委会、淞西居委会、长征居委会、吴淞三村居委会、吴淞新城居委会、海滨新村居委会、海滨二村一居委会、海滨二村二居委会、海滨三村居委会、海滨四村居委会、海滨八村居委会、牡丹江路居委会、西朱新村居委会、三营房居委会、永清新村居委会、永清二村居委会、海江二村居委会、海江新村居委会。